# Алън Форд
Алън Форд (на английски: Alan Ford, роден на 23 февруари 1938 г.) е английски актьор. Той е най-известен с ролите си в гангстерските филми на Гай Ричи Snatch and Lock, Stock и Two Smoking Barrels и с появата си като отделни герои в осем епизода на The Bill.

## Биография
Форд е роден на 23 февруари 1938 г. в Камбъруел, Южен Лондон, най-големият син на шивачка и таксиметров шофьор и израства в Елефант и Касъл. Той напуска училище на 15-годишна възраст и поема различни работни места, завършвайки с две години национална служба в Кралския армейски артилерийски корпус.